# Alain Chartier
Alain Chartier (Bayeux, ca. 1385 - Avignon, ca. 1430) was een Franse dichter en schrijver. Hij gold in zijn tijd als een van de grootste dichters en werd zelfs vergeleken met Petrarca.

## Biografie
Alain Chartier werd geboren als de oudste zoon van Jean Chartier, een welgestelde man uit Bayeux. Zijn broer Guillaume zou later bisschop van Parijs worden en zijn andere broer, Thomas, zou notaris aan het koninklijk hof worden. Alain Chartier studeerde aan de Universiteit van Parijs en omstreeks 1409 ging hij deel uitmaken van de huishouding van Yolande van Aragón. Nadat haar dochter huwde met dauphin Karel van Frankrijk ging Chartier als secretaris en notaris deel uitmaken van de hofhouding van de Franse prins.
Nadat Karel VII in 1417 dauphin werd stuurde hij Chartier op enkele diplomatieke missies naar het buitenland. Zo werd hij naar Hongarije gestuurd om een bondgenootschap te verkrijgen met keizer Sigismund. Ook werd hij naar Venetië gestuurd om te bemiddelen in een conflict tussen de republiek en de keizer. Daarnaast was hij ook betrokken bij de huwelijksonderhandelingen met Jacobus I van Schotland over het huwelijk van Margaretha Stuart met dauphin Lodewijk. Chartier verkreeg van de koning ook enkele honoraire posities zoals kanunnik in Tours en aartsdiaken van Parijs.
In 1429 was Chartier getuige van de aanwezigheid van Jeanne d'Arc bij de kroning van Karel VII in de Kathedraal van Reims waarover hij een brief schreef. Waarschijnlijk was dit zijn laatste brief. Hij overleed niet veel later, omstreeks 1430, in Avignon. De exacte reden van zijn komst naar Avignon blijft onbekend.

## Werk
Gedurende zijn leven had Chartier zowel in het Latijn als in het Frans vele werken geschreven. Zijn oeuvre bestaat uit poëzie, proza, brieven en verdragen. Er zijn 55 werken van hem bekend. Zijn onderwerpen bestaan uit lyrische en didactische teksten en ook combineerde hij deze vaak als hij trachtte de wereld om hem heen te onderzoeken. Zijn bekendste werk is het gedicht La Belle Dame sans Mercy.

### Latijnse teksten
- Discours au roi (Charles VI) sur les libertés de l'Église (1412?)
- Epistula ad fratrem suum juvenem
- Francigenæ magni, gens fortis et inclita bello...
- Lettre à l'Université de Paris (ca. 1419)
- Premier discours de la mission d'Allemagne
- Second discours de la mission d'Allemagne
- Discours au roi d'Écosse (1428)
- Persuasio ad Pragenses de fide deviantes
- Ad detestationem belli Gallici et suasionem pacis (1423)
- Dialogus familiaris Amici et Sodalis super deplorationem Gallicæ calamitatis (omstreeks 1427)
- Invectiva ad ingratum amicum
- Invectiva ad invidum et detractorem
- Tractatus de vita curiali
- Lettre sur Jeanne d'Arc (1429)

### Franse teksten

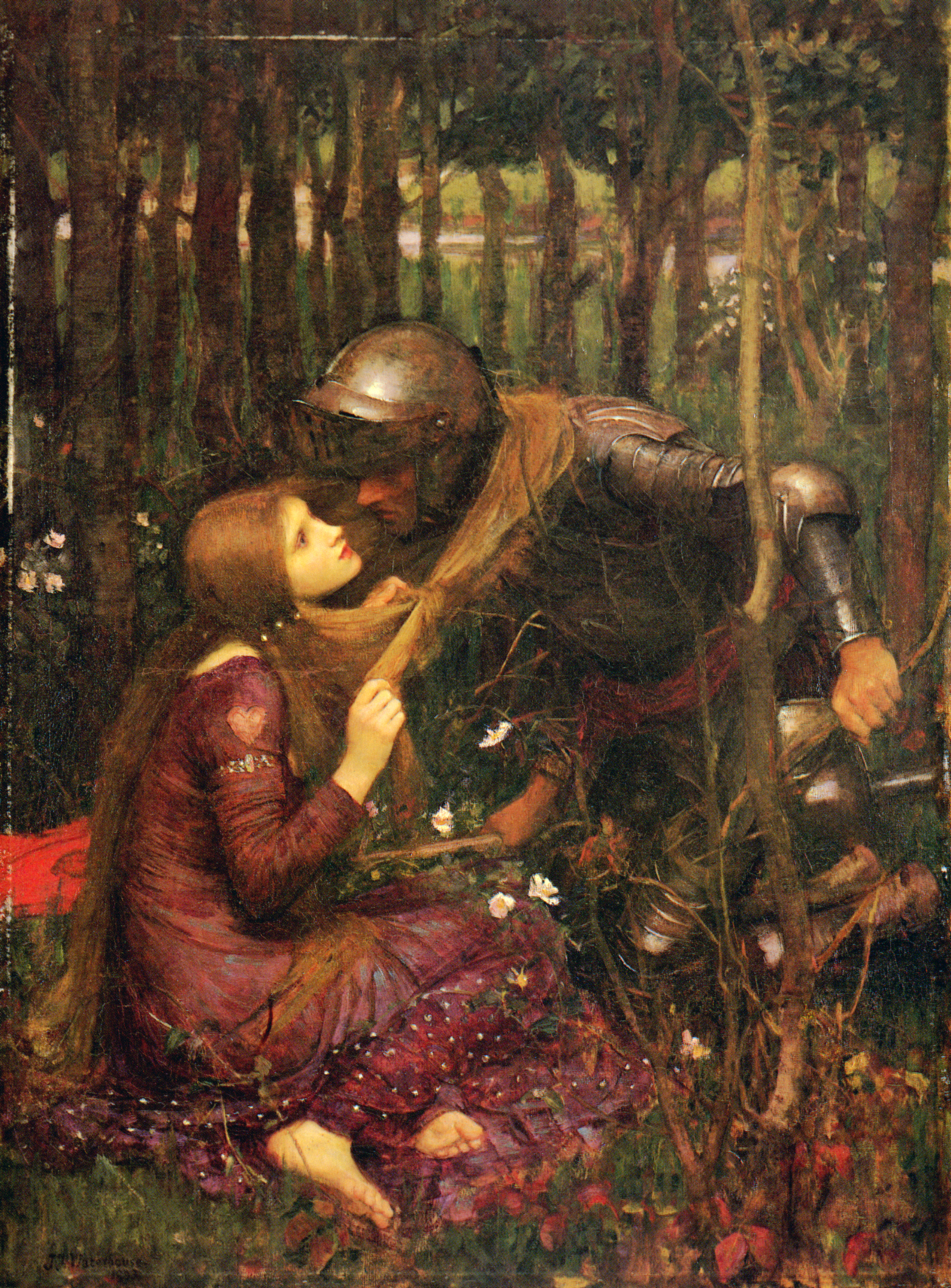
La Belle Dame sans Merci, geschilderd door John William Waterhouse (1893).

- Le Débat des deux fortunés d'amour (Le Débat du gras et du maigre, ca. 1412/1414)
- Le lay de plaisance (approximately 1412/1414)
- Le Débat du bien et du mal d'amours
- Le Livre des quatre dames (1416)
- Le Quadrilogue invectif (Livre des trois estaz nommé Quadrilogue, 1422)
- Le Bréviaire des nobles (waarschijnlijk tussen 1422 en 1426)
- Le Débat de réveille matin de deux amoureux (1423?)
- La Belle Dame sans mercy (1424)
- La Complainte contre la mort de sa dame (1424)
- Le Lay de paix adressé au duc de Bourgogne (1424 en 1426)
- Le lay de complainte pour les guerres
- Le Débat du hérault, du vassault et du villain (1422 en 1425)
- L'excusacion de maistre Alain envers les dames (of La response a la belle dame sans mercy, 1425)
- Le Livre de l'Espérance (of Consolation des trois vertus, 1429)